# ألكساندروس بيترسن
ألكساندروس بيترسن (بالإنجليزية: Alexandros Petersen)‏ هو أكاديمي أمريكي، ولد في 1984، وتوفي في 17 يناير 2014 في كابل في أفغانستان.